# Verräterische Signale
Verräterische Signale (Originaltitel: The Mind's Eye) ist die 24. Folge der vierten Staffel der US-amerikanischen Science-Fiction-Fernsehserie Raumschiff Enterprise – Das nächste Jahrhundert. Sie wurde in den Vereinigten Staaten über Syndication vermarktet und erstmals am 27. Mai 1991 auf verschiedenen Fernsehsendern ausgestrahlt. In Deutschland war sie zum ersten Mal am 22. März 1994 in einer synchronisierten Fassung auf Sat.1 zu sehen.

## Handlung
Im Jahr 2367 bei Sternzeit 44885.5 fliegt Geordi La Forge, der Chefingenieur der Enterprise, mit einem Shuttle zu einer Konferenz auf dem Planeten Risa, als sich vor ihm plötzlich ein romulanisches Kriegsschiff enttarnt und ihn entführt. Die Romulaner schicken an seiner Stelle einen Doppelgänger nach Risa und unterziehen La Forge einer intensiven Gehirnwäsche. Über seine Sehhilfe, den VISOR, sollen unbemerkt Signale an sein Gehirn gesendet werden, durch die er willenlos den Befehlen der Romulaner gehorcht. Um zu testen, ob diese Methode funktioniert, wird eine holografische Simulation erzeugt, die ihm vorgaukelt, er sei in der Bar „Zehn Vorne“ auf der Enterprise. Dort soll er seinen Kollegen, den Transporterchief Miles O’Brien, erschießen. Zunächst zögert La Forge, doch nach einigen Feineinstellungen feuert er schließlich bereitwillig auf ihn.
Auf der Enterprise trifft unterdessen der klingonische Botschafter Kell ein, um eine diplomatische Krise auf dem Planeten Krios zu lösen. Die Kriosianer wollen sich von der klingonischen Herrschaft befreien und die Klingonen haben auch kein großes Interesse daran, den Planeten zu halten. Für großen Ärger sorgt allerdings die Behauptung von Gouverneur Vagh, die kriosianischen Rebellen würden von der Föderation mit Waffen versorgt. Captain Picard hält das für ausgeschlossen, denn die Föderation würde sich nie in die inneren Angelegenheiten des Klingonischen Reichs einmischen und damit die Allianz mit diesem gefährden. Er ordnet eine umfassende Untersuchung an.
Mit falschen Erinnerungen an den Aufenthalt auf Risa ausgestattet kehrt La Forge auf die Enterprise zurück. Kurz nach seiner Ankunft registriert der zweite Offizier Data seltsame E-Band-Signale, deren Quelle zunächst rätselhaft bleibt. Bei Krios angekommen, übergibt Vagh einige von den Rebellen erbeutete Waffen, die von Data und La Forge untersucht werden. Sie stellen fest, dass es sich um gut gemachte Kopien handelt, doch ihre Energiequellen verraten, dass sie in Wirklichkeit von den Romulanern angefertigt wurden. Vagh ist skeptisch, denn Krios ist vom romulanischen Raum viel zu weit entfernt, um für sie von Interesse zu sein. Picard hingegen vermutet, dass es ihr eigentlicher Plan ist, die Allianz zwischen der Föderation und den Klingonen zu untergraben.
Noch ahnt niemand, dass auch La Forge Teil des Plans der Romulaner ist. Er empfängt weitere Signale von ihnen, mit denen zunächst getestet wird, ob seine Konditionierung noch wirkt. Dazu wird er ins „Zehn Vorne“ geschickt, wo er scheinbar versehentlich ein Getränk auf Chief O’Briens Uniform verschüttet. Später wird er dazu gebracht, den Frachttransporter zu manipulieren, um heimlich weitere Waffen auf den Planeten zu beamen. Der Transport wird jedoch von den Klingonen bemerkt, woraufhin Vagh die Enterprise von mehreren Kriegsschiffen umzingeln lässt.
Kell kann noch etwas Zeit für eine Untersuchung dieses Vorfalls heraushandeln. Sicherheitschef Worf versucht, Verdächtige auszumachen. Der nichtsahnende La Forge erklärt ihm, dass nur er und drei weitere Besatzungsmitglieder zur Manipulation des Transporters in der Lage sind. Alle haben für die Tatzeit ein Alibi, er selbst erinnert sich daran, allein in seinem Quartier gewesen zu sein. Kell versucht zu deeskalieren, indem er Vagh auf die Enterprise einlädt, wo er persönlich der Untersuchung beiwohnen soll. Kell lässt La Forge jedoch heimlich in sein Quartier kommen und gibt sich als sein Kontaktmann zu den Romulanern zu erkennen. Er gibt La Forge den Befehl, Vagh bei dessen Ankunft zu erschießen.
Data geht weiter den seltsamen E-Band-Signalen nach. Als er La Forges Shuttle untersucht, findet er Hinweise auf romulanische Technologie. Ihm wird klar, dass La Forge manipuliert wurde. Er funkt ihn an, doch La Forge ignoriert das und folgt seinem Befehl. Mit einem Phaser bewaffnet macht er sich auf den Weg zum Frachtraum, wo Vagh gerade eintrifft. Data verfolgt ihn und weist Worf an, La Forge festzunehmen. Worf wird von klingonischen Wachen festgehalten, die glauben, er wolle auf Vagh losgehen. Schließlich gelingt es Picard im letzten Augenblick, La Forge aufzuhalten. Als Data eintrifft, teilt er seine Erkenntnisse mit: Er ist sich sicher, dass La Forge von den Romulanern entführt wurde, die ihn als Mordinstrument nutzen wollten, indem sie ihm per E-Band-Signalen Befehle übermittelten. Diese mussten aber von einem Sender ganz in seiner Nähe abgegeben werden. Data hat alle registrierten Signale mit dem jeweiligen Aufenthaltsort von La Forge abgeglichen und dadurch herausgefunden, dass es nur zwei Personen gab, die sich jedes Mal direkt bei La Forge befunden haben: Captain Picard und Botschafter Kell. Er schlägt vor, beide nach einem Sender zu durchsuchen. Kell lehnt das entrüstet ab und behauptet, dies würde seine Ehre verletzen. Vagh schlägt vor, ihn von auf Krios von seinen eigenen Leuten untersuchen zu lassen, woraufhin Kell Picard hastig um Asyl bittet. Picard ist bereit, ihm diese Bitte zu gewähren, allerdings nur, wenn er sich als unschuldig erweisen sollte.
La Forge muss sich jetzt mit seiner Entführung auseinandersetzen. Gemeinsam mit Schiffsberaterin Deanna Troi versucht er die verschütteten Erinnerungen an die tatsächlichen Erlebnisse hervorzuholen und sie von den falschen zu trennen. Troi macht ihm klar, dass dieser Prozess viel Zeit benötigen wird.

## Verbindungen zu anderen Star-Trek-Produktionen
Einige Elemente aus dieser Folge wurden in späteren Star-Trek-Produktionen wieder aufgegriffen:
- In dieser Folge wird die Halb-Romulanerin Sela, die Tochter von Tasha Yar, eingeführt. Ihre Identität wird hier aber noch nicht enthüllt. Sela spielt eine wichtige Rolle in den beiden Doppelfolgen 4.26/5.01 (Der Kampf um das klingonische Reich) und 5.07/08 (Wiedervereinigung?) von Raumschiff Enterprise – Das nächste Jahrhundert aus dem Jahr 1991.
- Die Kriosianer werden hier erstmals erwähnt. Obwohl ihr Planet in der Folge eine zentrale Rolle spielt, sind die Kriosianer selbst hier noch nicht zu sehen. Angehörige dieses Volks haben später Auftritte in Folge 5.21 (Eine hoffnungslose Romanze) von Raumschiff Enterprise – Das nächste Jahrhundert aus dem Jahr 1992 und in Folge 2.11 (Kostbare Fracht) von Star Trek: Enterprise aus dem Jahr 2002.
- In den Serien Star Trek: Discovery und Star Trek: Picard ist der Planet Krios in mehreren Folgen auf Sternenkarten eingezeichnet.

## Produktion

### Drehbuch und Regie
Der Originaltitel der Folge geht zurück auf einen Ausspruch von Horatio aus William Shakespeares Theaterstück Hamlet:

„A mote it is to trouble the mind's eye.“

„Ein Stäubchen ist’s, des Geistes Aug’ zu trüben.“

Die Handlung von Verräterische Signale ist stark von dem Spielfilm Botschafter der Angst (The Manchurian Candidate) aus dem Jahr 1962 beeinflusst, in dem ein amerikanischer Soldat durch Gehirnwäsche dazu gebracht werden soll, im Auftrag von Kommunisten politische Morde zu begehen. Regisseur David Livingston inszenierte sogar einige Szenen als direkte Hommage an den Film, etwa die vermeintliche Erschießung von Miles O’Brien oder den im Weitwinkel gefilmten Gang von La Forge durch einen Korridor der Enterprise. Livingston bemühte sich auch darum, einen Darsteller aus Botschafter der Angst für eine Nebenrolle zu gewinnen, hatte damit aber keinen Erfolg.
David Livingston, der zuvor bereits als Produzent tätig war, gab hier sein Regie-Debüt. In den folgenden Jahren wurde er zum produktivsten Regisseur des Star-Trek-Franchises. Bis 2005 inszenierte er insgesamt 62 Folgen der Serien Raumschiff Enterprise – Das nächste Jahrhundert, Star Trek: Deep Space Nine, Star Trek: Raumschiff Voyager und Star Trek: Enterprise.

### Darsteller
Die nur im Schatten zu sehende Sela wurde hier einmalig von Debra Dilley dargestellt, während Denise Crosby die Figur sprach und in den späteren Auftritten auch spielte. Beide Schauspielerinnen blieben in den Credits von Verräterische Signale unerwähnt, um die Identität der Figur bei der Erstausstrahlung im Unklaren zu lassen. Crosby hatte in Staffel 1 die Hauptfigur Tasha Yar gespielt.
Majel Barrett erhielt in dieser Folge für ihre Sprechrolle als Computerstimme der Enterprise erstmals eine Erwähnung in den Credits. Sie hatte die Computerstimme bereits seit Beginn der Serie und zuvor schon in der Originalserie Raumschiff Enterprise und der Zeichentrickserie Die Enterprise gesprochen. Barrett übernahm diese Rolle auch in den Nachfolgeserien Star Trek: Deep Space Nine, Star Trek: Raumschiff Voyager und Star Trek: Enterprise.
Larry Dobkin, Darsteller von Botschafter Kell, war auch als Regisseur tätig. Zu seinen Regiearbeiten zählt auch die Folge Der Fall Charly der Originalserie Raumschiff Enterprise.
John Fleck hat hier als Romulaner Taibak seinen ersten Auftritt im Star-Trek-Franchise. Er spielte später drei Gastrollen in je einer Folge von Star Trek: Deep Space Nine (darunter einen weiteren Romulaner) und eine Gastrolle in einer Folge von Star Trek: Raumschiff Voyager. In Star Trek: Enterprise spielte er in sieben Folgen die wiederkehrende Nebenfigur des Suliban Silik.
Edward Wiley, Darsteller von Gouverneur Vagh, spielte auch den Cardassianer Gul Toran in Folge 2.18 (Profit und Verlust) von Star Trek: Deep Space Nine.

### Kulissen
Für die Darstellung der Hauptstadt von Krios wurde ein Matte Painting verwendet, das erstmals in Folge 1.14 (Planet Angel One) eingesetzt wurde. Es wurde in leicht veränderter Form noch in mehreren weiteren Folgen von Raumschiff Enterprise – Das nächste Jahrhundert, Star Trek: Deep Space Nine und Star Trek: Raumschiff Voyager für die Darstellung anderer außerirdischer Städte wiederverwendet.

## Rezeption
Keith DeCandido bewertete Verräterische Signale 2012 auf tor.com als eine sehr gute Folge von Raumschiff Enterprise – Das nächste Jahrhundert. Er hielt La Forge für den idealen Kandidaten für einen Attentäter, da er im Verlauf der letzten vier Staffeln als vertrauensseliger Kerl aufgebaut wurde, bei dem es völlig glaubwürdig wirkt, dass niemand ihn verdächtigt. DeCandido fand die Folge hervorragend strukturiert. Die Enthüllung von Kell als Spion kam für ihn genau zum richtigen Zeitpunkt. Gut fand er auch, dass La Forge dieses traumatische Erlebnis am Ende mit Counselor Troi aufarbeitet, er kritisierte allerdings, dass es in späteren Folgen nie wieder aufgegriffen wurde.
Angelica Jade Bastién schrieb 2017 auf vulture.com eine Einführung für Neulinge ins Star-Trek-Franchise und nannte dabei Verräterische Signale als eine der besten Folgen von Raumschiff Enterprise – Das nächste Jahrhundert.